# Marratjärnen (Burträsks socken, Västerbotten)
Marratjärnen är en sjö i Skellefteå kommun i Västerbotten och ingår i Bureälvens huvudavrinningsområde. Sjön har en area på 0,0391 kvadratkilometer och ligger 168,1 meter över havet. Sjön avvattnas av vattendraget Vitsidbäcken.

## Delavrinningsområde
Marratjärnen ingår i det delavrinningsområde (716146-172987) som SMHI kallar för Ovan 716178-173179. Medelhöjden är 156 meter över havet och ytan är 8,48 kvadratkilometer. Det finns inga avrinningsområden uppströms utan avrinningsområdet är högsta punkten. Vitsidbäcken som avvattnar avrinningsområdet har biflödesordning 2, vilket innebär att vattnet flödar genom totalt 2 vattendrag innan det når havet efter 59 kilometer. Avrinningsområdet består mestadels av skog (80 procent). Avrinningsområdet har 0,04 kvadratkilometer vattenytor vilket ger det en sjöprocent på 0,5 procent.